# Voetbalverening Staphorst
Il  Voetbalverening Staphorst, comunemente noto come VV Staphorst, è una società calcistica olandese con sede a Staphorst.

## Storia
Lo Staphorst fu fondato il 30 novembre del 1959. Fino al 2019-2020 ha disputato la Hoofdklasse, il massimo livello dei campionati dilettantistici olandesi, prima di essere promosso in Derde Divisie, il terzo livello del campionato olandese già noto come Topklasse.

## Palmarès

### Competizioni nazionali
- KNVB Amateur Cup:

2016

### Competizioni regionali
- KNVB District Cup

2016, 2017

## Stadio
Lo Staphorst disputa le sue partite casalinghe allo stadio Sportpark Het Noorderslag, che può contenere 3500 persone.